# Matthias von Pischof
Matthias von Pischof (* 23. Juli 1826 in Raibl, Friaul; † 22. Oktober 1893 in Wien) war ein österreichischer Eisenbahntechniker.
Pischof studierte am Wiener Polytechnischen Institut, bevor er als Eisenbahningenieur bei der Banater Montanbahn begann und bei verschiedenen Bauten dieser Bahngesellschaft beteiligt war. So war er beim Bau der Bahnstrecke Hrušovany nad Jevišovkou–Brno beteiligt, wo er mit August Köstlin den Bau der Tunnels bei Radostice leitete, die insofern bedeutsam waren, als hier erstmals Dynamit für die Sprengarbeiten eingesetzt wurde.
Seit 1870 leitete er die Bauabteilung der Generalinspektion der österreichischen Eisenbahnen. Im Jahr 1883 wurde er Hofrat. Bei seiner Pensionierung im Jahr 1890 wurde er zum Sektionschef ernannt.
Besondere Verdienste erwarb er sich, als ab dem Jahr 1875 mit dem staatlichen Eisenbahnbau wieder begonnen wurde.
Matthias von Pischof war der Großvater von Alfred von Pischof, der ebenfalls Techniker war.